# Copernicus (Stern)
Copernicus (Bayer-Bezeichnung Rho1 Cancri, Flamsteed-Bezeichnung 55 Cancri, kurz: 55 Cnc) ist ein Doppelsternsystem, das etwa 41 Lichtjahre von der Sonne entfernt ist. Es befindet sich im Sternbild Krebs bei einer Rektaszension von 08h 52m 35,8s und einer Deklination von +28° 19′ 50,9″ (Äquinoktium 2000.0). Das System besteht aus dem Gelben Zwerg Copernicus A und dem Roten Zwerg Copernicus B. Mit fünf bekannten Exoplaneten gehört Copernicus gegenwärtig zu den größten bekannten Planetensystemen außerhalb des Sonnensystems.

## Physikalische Eigenschaften

### Copernicus A
Copernicus A (55 Cnc A) ist mit einem Radius von 0,96 Sonnenradien sowohl etwas kleiner, als auch leuchtschwächer als die Sonne. Dieser geringe Unterschied kommt durch die gegenüber der Sonne etwas kühlere Oberflächentemperatur von etwa 5300 °C (5570 ± 50K) zustande. Der Stern zeigt kaum bzw. keine Veränderlichkeit und wenig Ausstrahlung von seiner Chromosphäre. Die Abweichungen der physikalischen Parameter zwischen Copernicus A und der Sonne sind im Wesentlichen durch die unterschiedlichen Sternmassen bedingt. Das spiegelt sich auch in der Lage der Sterne zueinander auf der Hauptreihe wider. Die Masse von Copernicus A beträgt etwa 0,97 Sonnenmassen. Daher wird der Stern etwa 12 Mrd. Jahre, und somit knapp eine Mrd. Jahre länger als die Sonne, in der Hauptreihe verweilen.
Am Ende seines Lebens wird Copernicus A seinen Vorrat an Wasserstoff verbrauchen und den Zustand eines Roten Riesen erreichen, der die inneren Planeten verschlingen wird, und schließlich als Weißer Zwerg enden.

### Copernicus B
Der 1065 AE von Copernicus A entfernte Copernicus B ist ein roter Zwergstern der Spektralklasse M4.5 V. Seine Masse entspricht 0,26 Sonnenmassen und der Durchmesser beträgt 0,29 Sonnendurchmesser. Die sich daraus ergebende schwache Leuchtkraft macht in etwa 1 % der Leuchtkraft von Copernicus A aus. Obgleich es nicht sicher ist, gibt es Anzeichen, dass es sich bei Copernicus B selbst um ein Doppelsternsystem handelt.
| Name         | Durchmesser [Mio. km] | Radius [R☉] | Masse [M☉] | Leuchtkraft [L☉] | Spektralklasse |
| ------------ | --------------------- | ----------- | ---------- | ---------------- | -------------- |
| Copernicus A | 1,35                  | 0,96        | 0,97       | 0,64             | K0 IV-V        |
| Copernicus B | 0,40                  | 0,29        | 0,26       | 0,0075           | M4.5 V         |
| Sonne        | 1,39                  | 1,0         | 1,0        | 1,0              | G2 V           |

## Planeten
Copernicus A wird von mindestens fünf Planeten umkreist. Sie lassen sich dabei in vier innere und einen äußeren Planeten einteilen. Ihre Benennung erfolgte ursprünglich – wie üblich – in der Reihenfolge ihrer Entdeckung: 55 Cancri b, -c, -d, -e und -f. Im Dezember 2015 erhielten die Planeten und ihr Zentralstern, nach einer öffentlich ausgeschriebenen Abstimmung, offizielle Namen durch die Internationale Astronomische Union. Die Benennung erfolgte, einem Vorschlag der Koninklijke Nederlandse Vereniging voor Weer- en Sterrenkunde folgend, nach Astronomen und Optikern der Renaissance.
| Planet (Reihenfolge vom Stern aus) | Entdeckt | Masse (Erdmassen)   | Radius (Erdradien) | Dichte (g/cm³)  | Große Halbachse der Bahn (AU) | Umlaufzeit (Tage) | Exzentrizität   | Bahnneigung (Grad) |
| ---------------------------------- | -------- | ------------------- | ------------------ | --------------- | ----------------------------- | ----------------- | --------------- | ------------------ |
| Janssen (55 Cancri e)              | 2004     | 7,99 +0,32−0,33     | 1,88 ± 0,03        | 6,66 +0,43−0,40 | 0,0154                        | 0,7365            | 0,05 ± 0,03     | 83,59 +0,47−0,44   |
| Galileo (55 Cancri b)              | 1996     | 255,4 ± 2,9         | -                  | -               | 0,1134                        | 14,6516           | 0,0             | 90                 |
| Brahe (55 Cancri c)                | 2002     | 51,2 ± 1,3          | -                  | -               | 0,2373                        | 44,3989           | 0,03 ± 0,02     | 90                 |
| Harriot (55 Cancri f)              | 2007     | 47,8 ± 2,4          | -                  | -               | 0,7708                        | 259,88            | 0,08 +0,05−0,04 | 90                 |
| Lipperhey (55 Cancri d)            | 2002     | 991,60 +30,70−33,10 | -                  | -               | 5,957                         | 5600              | 0,13 ± 0,02     | 90                 |

Mit wachsendem Abstand von ihrem Zentralstern sind es:

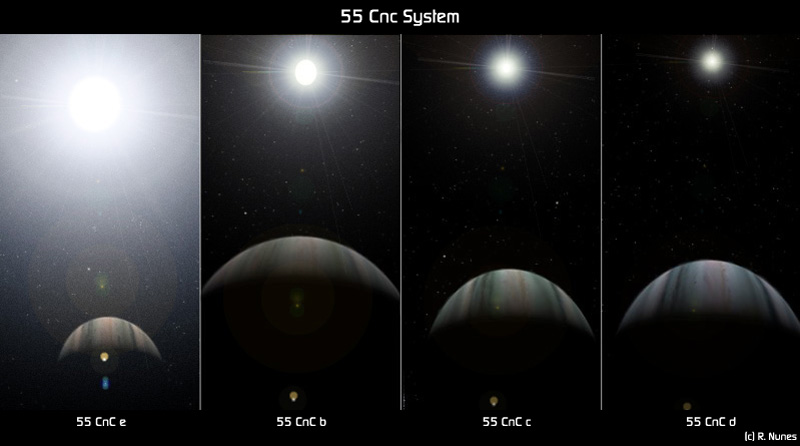
Vergleich der scheinbaren Größen und Helligkeiten von Copernicus A.

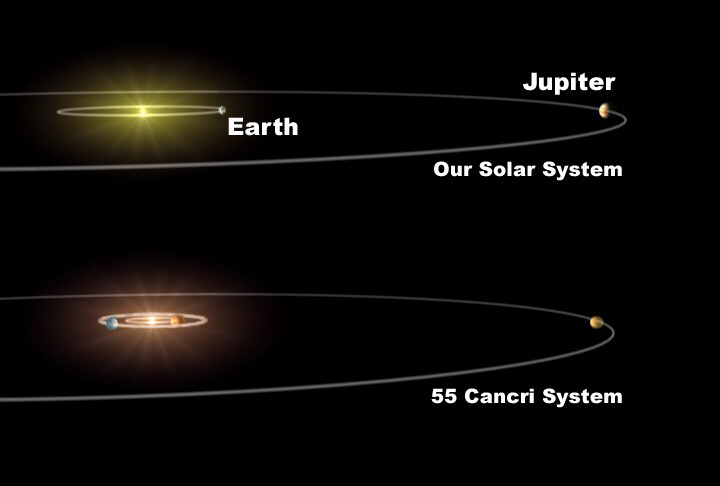
Planetensystem von Copernicus A und unser Sonnensystem im Vergleich.

Vergleich der jeweils inneren Planetenbahnen.

### Janssen
Janssen ist ein Exoplanet, dessen Masse (ca. 8 Erdmassen) sich genau auf der Grenze zwischen Gasriesen und erdähnlichen Planeten befindet. Gemäss aktuellen Daten zur Dichte, handelt es sich um eine Supererde. Er bewegt sich in nur 18 Stunden um sein Zentralgestirn, mit einer Exzentrizität von 0,05. Die Oberfläche ist vermutlich von Vulkanen und Lavaströmen geprägt. Die Oberflächentemperatur müsste bei dieser Entfernung 1200 °C betragen. Janssen wurde 2004 entdeckt.

### Galileo
Der Planet Galileo wurde 1996 als erster Planet des Systems entdeckt. Seine Mindestmasse entspricht etwa 250 Erdmassen. Seine Umlaufbahn hat eine große Halbachse von 0,113 AE und ist nahezu perfekt kreisförmig. Die Umlaufzeit beträgt 14,65 Tage.

### Brahe
Der Planet Brahe wurde 2002 entdeckt. Seine Mindestmasse entspricht etwa 50 Erdmassen, er ist damit etwas kleiner als Saturn. Seine Umlaufbahn (Exzentrizität von etwa 0,03) hat eine große Halbachse von 0,24 AE. Dem entspricht eine Umlaufzeit von 44,40 Tagen.

### Harriot
Am 6. November 2007 hat ein amerikanisches Astronomenteam mit Harriot den fünften Planeten um Copernicus A entdeckt. Auf ihm könnte es flüssiges Wasser geben, da er in der bewohnbaren Zone liegt. Seine Mindestmasse entspricht etwa 50 Erdmassen. Wahrscheinlich ist er also ein Gasriese, der aber ihn umkreisende Monde besitzen könnte, die eine feste Oberfläche haben könnten.
Der Planet umkreist seine Sonne Copernicus A in 260 Tagen.

### Lipperhey
Der Planet Lipperhey wurde 2002 entdeckt. Seine Masse beträgt etwa 1000 Erdmassen. Lipperhey ist deutlich massiver als Jupiter. Er hat mehr Masse als die anderen vier Planeten zusammen und könnte eine ähnliche stabilisierende Rolle für das Planetensystem spielen wie Jupiter im Sonnensystem. Mit einer großen Halbachse von 5,96 AE bei einer Exzentrizität von etwa 0,13 liegt 55 Cancri d auch in ähnlicher Entfernung wie Jupiter. Die Umlaufzeit beträgt rund 5600 Tage.